# Миндрешть (Унгурень, Ботошань)
Миндрешть, Миндрешті (рум. Mândrești) — село у повіті Ботошані в Румунії. Входить до складу комуни Унгурень.
Село розташоване на відстані 389 км на північ від Бухареста, 18 км на північ від Ботошань, 105 км на північний захід від Ясс.

## Населення
За даними перепису населення 2002 року у селі проживали 311 осіб, усі — румуни. Усі жителі села рідною мовою назвали румунську.